# Yebra (Guadalajara)
Yebra es un municipio y localidad española de la provincia de Guadalajara, en la comunidad autónoma de Castilla-La Mancha. El término tiene una población de 498 habitantes (INE 2024).

## Símbolos
El escudo heráldico y la bandera que representan al municipio fueron aprobados oficialmente el 6 de febrero de 2006. El escudo se blasona de la siguiente manera:

En campo de plata una cruz de Calatrava, el jefe de sinople cargado de una letra y mayúscula de oro. Se timbra con la corona real cerrada.
Diario Oficial de Castilla-La Mancha nº 42 de 24 de junio de 2006

La descripción textual de la bandera es la siguiente:

Bandera de proporciones 2:3. El pañol de azur con el Escudo de Armas en el centro.
Diario Oficial de Castilla-La Mancha nº 42 de 24 de junio de 2006

## Geografía
Ubicación
La localidad está situada a una altitud de 748 m sobre el nivel del mar.
A Yebra se puede acceder por la CM-2001, una carretera que atraviesa todo el término municipal. Al norte de Yebra se sitúa el pueblo de Pastrana, un término municipal que fue declarado villa de Castilla en 1369 por el rey Enrique II de Castilla. Al oeste se encuentra Escariche, un pueblo que cuenta con algunos edificios históricos relevantes como la iglesia de San Miguel, un templo del siglo XVI. Al este se sitúa Zorita de los Canes, un enclave que fue declarado en 1931 conjunto histórico. Al sur se encuentra Almoguera, un término municipal de origen musulmán.
| Noroeste: Escariche         | Norte: Pastrana | Noreste: Pastrana           |
| Oeste: Fuentenovilla        |                 | Este: Zorita de los Canes   |
| Suroeste: Pozo de Almoguera | Sur: Almoguera  | Sureste: Albalate de Zorita |

## Historia
El término de Yebra proviene etimológicamente de los nombres de “Aebura” o “Ebura”, una tribu germánica de los eburones y que durante unas invasiones de los celtas llegaron a tierras de la Alcarria Baja.
Tras la conquista de los cristianos del territorio controlado antes por los musulmanes, un pequeño grupo de castellanos liderados por la Orden de Calatrava se decidió asentar en lo que actualmente es Yebra. La Orden de Calatrava era una comunidad de militares, que junto a sus maestres se hicieron señores de la localidad.
La oficialización de Yebra como villa, con su propia jurisdicción, no se produjo hasta el año 1459 bajo el mando del maestre calatravo Pedro Girón. Girón, fue uno de los colaboradores más importantes del regio Juan Pacheco entre los años 1457 y 1463.
En el siglo XVI, Carlos I lleva a cabo un proceso de enajenación de villas y de los municipios de las órdenes militares. Por esta razón, la villa de Yebra paga a la monarquía 2500 ducados para evitar ser puestos a la venta. Con este pago Yebra continuó siendo dependiente de la gobernación de Zorita pero sin ningún hidalgo o noble exento de pagar impuestos. Yebra consiguió ser solo para los yerbanos.  
Yebra, a partir del siglo XVI, empieza a registrar un aumento de población significativo. En el siglo XIX registra datos próximos a los 300 habitantes con una economía basada en las canteras de yeso, la madera, el aceite o el vino. 
A mediados del siglo XIX, la villa tenía contabilizada una población de 950 habitantes. Aparece descrita en el decimosexto volumen del Diccionario geográfico-estadístico-histórico de España y sus posesiones de Ultramar de Pascual Madoz de la siguiente manera:

YEBRA: v. con ayunt. en la prov. de Cuadalajara (17 leg.), part. jud. de Pastrana (1), aud. terr. de Madrid (12), c. g. de Castilla la Nueva, dióc. de Toledo (18): sit. en una suave ladera, con buena ventilacion y clima sano. Tiene 280 casas; la consistorial con cárcel; escuela de instruccion primaria, dotada con 2,000 rs.; otra de niñas pagada por las discípulas; un pósito con el fondo de 300 fan. de trigo tranquillon; una igl. parr. (San Andrés Apóstol) servida por un cura y un sacristan; una fuente de aguas salobres. Confina el térm. con los de Pastrana, Zorita de los Canes, Almoguera y Fuentenovilla; dentro de él se encuentran una fuente y varios manantiales de aguas dulces; las ermitas del Niño Jesús, la Soledad, Ntra. Sra.de los Remedios, Sta. Ana y San Juan, y el desp. de Villamayor. El terreno bañado por el Tajo, que pasa á un estremo del térm. y por un arroyo que se forma de las fuentes del mismo, es entre llano y de regular calidad; comprende 3 montes de encina y roble, bastante deteriorados. caminos: los locales en mediano estado, correo; se recibe y despacha en Pastrana. prod.: cereales, vino, aceite, legumbres, hortalizas, patatas, cáñamo, leñas, y yerbas de pasto con las que se mantiene ganado lanar, cabrío, vacuno, mular y asnal; hay caza de perdices, conejos y liebres. ind.: la agrícola, un molino aceitero, 3 zapateros, 1 carpintero, 4 tejedores de lienzos ordinarios, y la elaboración del esparto, principalmente en capachos para los molinos de aceite, comercio; esportacion del sobrante de frutos, é importacion de los art. que faltan. pobl.: 320 vec., 950 almas. cap. prod.: 3.955,455 rs. imp.: 435,100. contr.: 23,053,
(Madoz, 1850, p. 428)

A principios del siglo XX Yebra llega a los 1400 habitantes, su actividad económica se sigue centrando en la agricultura pero se añaden nuevos sectores a la actividad económica de la población como son la producción de lienzos y las granjas de aves. 
A mediados del siglo XX se produce el éxodo rural, la población se traslada del campo a la ciudad, un fenómeno que llega hasta la actualidad. En 2021 la población de Yebra es de 465 habitantes, aunque de forma paulatina Yebra se ha convertido en un pueblo más del concepto denominado “España Vaciada”. En 2021, su actividad económica siguió vertebrándose en trabajos agrícolas y pequeñas industrias de aceite.

## Demografía
Yebra cuenta con una población de 498 habitantes (INE 2024).
| Gráfica de evolución demográfica de Yebra entre 1842 y 2021                                                         |
| |
| Población de derecho según los censos de población del INE Población de hecho según los censos de población del INE |

## Gobiernos municipales
En las últimas cuatro citas electorales a nivel municipal, es decir, en los años 2007,2011, 2015 y 2019 el Partido Popular ha ganado las elecciones con mayoría absoluta. En cada cita electoral están en juego 7 concejales.

### Elecciones municipales de 2007[12]
| Resultados electorales | Resultados electorales | Resultados electorales |
| ---------------------- | ---------------------- | ---------------------- |
| Partido                | Concejales             | Votos                  |
| PP                     | 4 concejales           | 344 votos              |
| PSOE                   | 3 concejales           | 226 votos              |

| Resumen del escrutinio  | Resumen del escrutinio | Resumen del escrutinio |
| ----------------------- | ---------------------- | ---------------------- |
| Votos contabilizados    | 463                    | 91,5%                  |
| Abstenciones            | 43                     | 8,5%                   |
| Votos nulos y en blanco | 8                      | 1,73%                  |

### Elecciones municipales de 2011[13]
| Resultados electorales | Resultados electorales | Resultados electorales |
| ---------------------- | ---------------------- | ---------------------- |
| PP                     | 5 concejales           | 289 votos              |
| PSOE                   | 2 concejales           | 117 votos              |
| CYT                    | 0 concejales           | 49 votos               |

| Resumen del escrutinio  | Resumen del escrutinio | Resumen del escrutinio |
| ----------------------- | ---------------------- | ---------------------- |
| Votos contabilizados    | 574                    | 95,67%                 |
| Abstenciones            | 26                     | 4,33%                  |
| Votos nulos y en blanco | 4                      | 0,7%                   |

### Elecciones municipales de 2015[14]
| Resultados electorales | Resultados electorales | Resultados electorales |
| ---------------------- | ---------------------- | ---------------------- |
| Partido                | Concejales             | Votos                  |
| PP                     | 5 concejales           | 287 votos              |
| PSOE                   | 2 concejales           | 119 votos              |

| Resumen del escrutinio  | Resumen del escrutinio | Resumen del escrutinio |
| ----------------------- | ---------------------- | ---------------------- |
| Votos contabilizados    | 413                    | 86,58%                 |
| Abstenciones            | 64                     | 13,42%                 |
| Votos nulos y en blanco | 7                      | 1,7%                   |

### Elecciones municipales de 2019[15]
| Resultados electorales | Resultados electorales | Resultados electorales |
| ---------------------- | ---------------------- | ---------------------- |
| Partido                | Concejales             | Votos                  |
| PP                     | 5 concejales           | 261 votos              |
| PSOE                   | 2 concejales           | 99 votos               |

| Resumen del escrutinio  | Resumen del escrutinio | Resumen del escrutinio |
| ----------------------- | ---------------------- | ---------------------- |
| Votos contabilizados    | 364                    | 88,56%                 |
| Abstenciones            | 47                     | 11,44%                 |
| Votos en blanco y nulos | 4                      | 1,10%                  |

Juan Pedro Sánchez Yebra (PP) es alcalde desde 2003. En el año 2019, en la sesión de investidura declaró que “afrontamos esta nueva etapa con la ilusión renovada del primer día”. Con aquella sesión de investidura dio comienzo su quinta legislatura. Su equipo de gobierno lo componen; Diego Barco Barco, teniente de alcalde y responsable de festejos, juventud, deportes, hacienda y obras públicas, Conchi Sánchez Torres al frente de cultura, servicios sociales, protección civil y biblioteca, María Reyes García Gómez se encarga de las áreas de asociaciones, igualdad, sanidad y educación y por último, Manuel Gallego Gómez, responsable de los departamentos de agricultura, medioambiente, servicios y parques. 

## Monumentos
Yebra es un pueblo con historia abundante y cuenta con algunos monumentos y edificios históricos relevantes:

### Ermita de la Virgen de la Soledad
Esta ermita se encuentra en la entrada del pueblo desde la carretera del pueblo de Fuentenovilla. Este templo está dedicado a la patrona del pueblo, la Virgen de la Soledad. La ermita fue restaurada y el Ayuntamiento decidió modificar la fachada; el ladrillo fue sustituido por piedra. La ermita se ha convertido en un lugar donde se llevan a cabo algunos de los principales actos religiosos del pueblo como los actos del Domingo de Ramos o la romería que precede a las fiestas patronales. 

### Ermita de Santa Ana
En 2012, tras años cerrada debido a su fatal estado de conservación, se reinauguró tras su restauración durante los años anteriores por el obispo de la Diócesis Sigüenza-Guadalajara, Atilano Rodríguez.
La ermita está situada al lado del cementerio municipal y es considerada una de las joyas escondidas de Yebra. De la ermita de Santa Ana destaca tanto la belleza de su acabado interior como su arquitectura exterior.

### Iglesia de San Andrés Apóstol
La iglesia de Yebra fue construida en el siglo XVI. El edificio consta de dos naves aunque al principio, sobre el papel, se hicieron constar tres naves, de la última de las partes solo quedan ruinas de su iniciación, nunca se llegó a acabar. 
Los pilares de la iglesia de San Andrés Apóstol son redondos, cada una de las partes de la iglesia está separada por arcos y cubiertos por crucería. Los brazos del crucero tienen una cúpula baída sobre los que están pintados cada uno de los evangelistas. 
Es necesario destacar que el templo conserva un cáliz que regaló la reina Isabel II a la iglesia. No obstante, la pieza de mayor valor de la iglesia es una custodia del siglo XVIII.

### Fuente de Pilar Chiquito
La Fuente del Pilar Chiquito cuenta con un aspecto renovado tras su restauración. Tradicionalmente se utilizó para lavar la ropa, por esta razón se encuentra en el centro de Yebra, al lado de la antigua plaza de toros. Aunque ya no se utiliza para lavar la ropa, es considerado uno de los lugares con más historia del pueblo. 

## Fiestas y tradiciones[18]

### Festividad de los Mayos
La fiesta comienza la tarde de antes del primer día de mayo. Por la noche, la ronda de Yebra canta Los Mayos a su patrona, la Virgen de la Soledad, en las puertas de la Iglesia de San Andrés Apóstol y es después cuando los quintos proceden a trasladar desde la iglesia a la ermita a la virgen. El día acaba con los cantos de los jóvenes a las mozas hasta el amanecer.

### Fiestas de San Cristóbal
San Cristóbal es el patrón de los conductores que componen la hermandad más numerosa de Yebra, esta fiesta es una de las más importantes que se celebran en el pueblo cada año. Se celebra durante el último fin de semana de julio. En las calles de Yebra se reúnen cada año cientos de personas para festejar a San Cristóbal y presenciar el desfile y el concurso de carrozas.
En cuanto a los actos religiosos, en Yebra se celebra una misa en honor al santo que se precede con una procesión por las principales calles del municipio. Tras la misa se bendicen los vehículos cuyos propietarios deseen. Además se celebran actos taurinos.
Durante la celebración de esta fiesta es cuando se concentran la mayor cantidad de visitantes de todo el año en Yebra. 

### Fiestas Patronales en honor a la Virgen de la Soledad
Es la fiesta más importante de Yebra. Durante los primeros días de septiembre los yebranos y los habitantes de los municipios de alrededor se dan cita en la plaza de Yebra para celebrar las fiestas patronales del pueblo. La noche del día 7 de septiembre, víspera de la fiesta de Nuestra Señora de la Soledad dan comienzo las fiestas patronales.
El acto religioso más importante es el día 8 de septiembre, día de la patrona, cuando se celebra la Misa Mayor por la mañana y la procesión por la tarde. Al día siguiente los más pequeños del pueblo llevan a cabo su propia procesión, en la que pasean en una carroza la imagen de la virgen. 
Durante los días posteriores se reserva tiempo para las verbenas y algunos actos taurinos de los que disfrutan todos los habitantes de Yebra y los de las poblaciones de alrededor. 

## Riadas de 1995
El miércoles 9 de agosto de 1995 Yebra tuvo que hacer frente a una tragedia meteorológica de grandes dimensiones. Una fuerte tormenta causó una riada histórica que causó graves daños materiales y le costó la vida a 10 personas.
Aquel 9 de agosto, Yebra amanecía con sol, como cualquier otro día de verano, pero aunque se alertaba de posibles chubascos, nadie pudo imaginar la lluvia torrencial que posteriormente caería. La riada de agua y barro dividió el pueblo en dos y arrastró todo lo que encontraba a su paso. La cantidad de agua fue tal que acabó con muros, derribó vehículos que estaban aparcados y llegó hasta las casas de los yebranos a través de las puertas y ventanas. 
Entre los fallecidos, siete eran vecinos del pueblo, murieron tras inundarse la nave en la que se habían refugiado tras acudir al funeral de una vecina del municipio, sus cuerpos fueron arrastrados por la fuerza del agua y se encontraron a dos kilómetros de la nave, tras el proceso de desescombro y limpieza. Otro de los fallecidos fue el director de la central nuclear de Zorita y su mujer tras ser arrastrados por la riada en el interior de su vehículo. Otro de los fallecidos fue un camionero que fue sorprendido por las lluvias torrenciales.
Los cuerpos de las víctimas mortales se trasladaron a las instalaciones deportivas del municipio tras el trabajo de los equipos de Protección Civil, que llegaron a Yebra sobre las doce de la noche, cuando muchos vecinos habían comenzado las labores de recogida, limpieza y desescombro.
El funeral se celebró el 12 de agosto en la iglesia de Yebra y fue oficiado por el Obispo de Guadalajara y al que acudió el, por aquel entonces, Presidente de Castilla-La Mancha, José Bono.

## Polémica por el cementerio nuclear
El 21 de enero de 2010 el ayuntamiento aprobó, con 5 votos a favor y 2 en contra, la candidatura para albergar un almacén de residuos nucleares dentro del término municipal. Se crearían unos 150 empleos permanentes durante 60 años y 2300 millones para las arcas municipales. La población estaba muy dividida ante la presencia de tal instalación en el municipio que finalmente fue a parar a Villar de Cañas.